# Citybank
Die Citybank war ein 1974 gegründetes Kreditinstitut in den Vereinigten Staaten mit Sitz in Lynnwood. Am 31. Dezember 2008 beschäftigte das Institut 151 Vollzeitbeschäftigte in 10 Niederlassungen. 
Am 16. April 2010 wurde die Bank vom Washington Department of Financial Institutions geschlossen.
Die Aktien der Bank werden noch immer im NASDAQ gehandelt und sind unter Kapitalmarkt Kennung: CTBK gelistet (WKN: 602472).
Das Institut war nicht identisch mit der ebenfalls in den USA beheimateten, weitaus größeren Citibank.

## Belege
1. ↑  Annual Report 2008, S. 51 (Seite nicht mehr abrufbar, festgestellt im November 2024. Suche in Webarchiven)  Info: Der Link wurde automatisch als defekt markiert. Bitte prüfe den Link gemäß Anleitung und entferne dann diesen Hinweis.
2. ↑  Niederlassungsliste (Seite nicht mehr abrufbar, festgestellt im April 2018. Suche in Webarchiven)  Info: Der Link wurde automatisch als defekt markiert. Bitte prüfe den Link gemäß Anleitung und entferne dann diesen Hinweis.
3. ↑  http://www.fdic.gov/bank/individual/failed/citybank.html#introduction